# Friedrich von Zahn
Friedrich von Zahn (* 6. Juli 1902 in Charlottenburg; † 3. Juli 1993 in Bonn-Oberkassel) war ein deutscher Ministerialbeamter.

## Werdegang
Zahn war von 1929 bis 1933 bei der Amtshauptmannschaft Zwickau, dann bis 1943 an der Amtshauptmannschaft Glauchau tätig. Von 1943 bis 1945 arbeitete er am Regierungspräsidium in Bromberg im von Deutschland besetzten Polen. Seine berufliche Laufbahn wurde während des Zweiten Weltkriegs wiederholt durch Kriegsdienst und Gefangenschaft unterbrochen.
Nach Kriegsende arbeitete er von 1948 bis 1949 als Anwaltsvertreter in Günzburg. 1949 wechselte er in das neu errichtete Bundesministerium für gesamtdeutsche Fragen (BMG). Dort war er von 1949 bis 1964 Leiter des Referats I 4 bzw. (ab 1958) I 6 (Kultur- und volkspolitische Fragen, ab 1953: Kultur, Jugend, Sport, Frauenfragen, ab 1954: Kultur- und Volkstumsfragen, ab 1958: Kulturelle Angelegenheiten). Von 1958 bis 1966 (bis 1964 zusätzlich) war er Leiter der Unterabteilung I B (Kulturfragen, Betreuungsmaßnahmen) und von 1966 bis 1967 Leiter der Abteilung II (SBZ, Ostgebiete, Förderung des gesamtdeutschen Gedankens, ab 1967: Politik, Öffentlichkeitsarbeit). 1967 trat er im Rang eines Ministerialdirektors in den Ruhestand.

## Widmungen
1968 widmete der Mittelalterhistoriker Walter Schlesinger Friedrich von Zahn einen Artikel in einer Festschrift für letzteren. Schlesinger lebte zeitweise in Glauchau, auch während Friedrich von Zahn dort bis 1943 tätig war.

## Ehrungen
- 1967: Großes Verdienstkreuz mit Stern der Bundesrepublik Deutschland